# Любимов Микола Вікторович
Любимов Микола Вікторович (нар. 21 листопада 1971, Калуга, РРФСР) — російський державний та політичний діяч. Губернатор Рязанської області (18 вересня 2017 — 10 травня 2022).
Тимчасово виконуючий обов'язки губернатора Рязанської області з 14 лютого по 18 вересня 2017 року. Член Вищої ради політичної партії «Єдина Росія» з 8 грудня 2018 року. Секретар Рязанського регіонального відділення політичної партії «Єдина Росія» з 2020 року. Депутат Державної думи Російської Федерації VII скликання (18 вересня 2016 — 17 лютого 2017), заступник Губернатора Калузької області (2011—2015), Міський Голова Калуги (2007—2010).